# Winklerella
Winklerella é um género botânico pertencente à família Podostemaceae.